# Yngve Engkvist
John Yngve Adolf Engkvist (ur. 18 lutego 1918 w Sztokholmie, zm. 26 sierpnia 1982 w Ekerö) – szwedzki żeglarz, olimpijczyk.
Na regatach rozegranych podczas Letnich Igrzysk Olimpijskich 1948 wystąpił w klasie Star zajmując 17. pozycję. Załogę jachtu Lotta IV tworzył z nim Bengt Melin.